# Omni houria

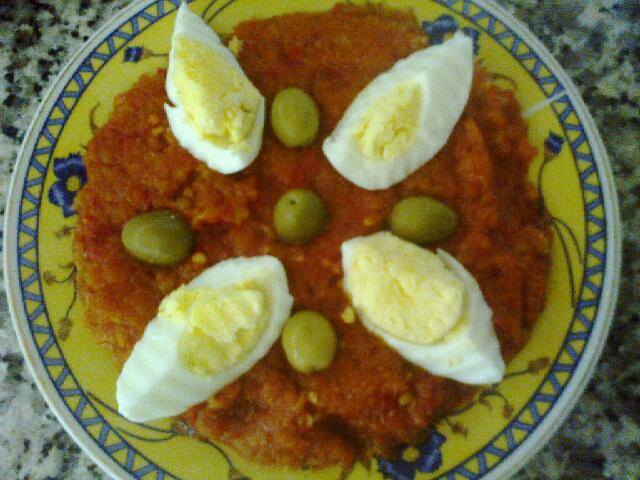
Omni houria

Omni houria – danie kuchni tunezyjskiej, purée z gotowanej marchwi z czosnkiem i oliwą.